# Hatu-Builico
Hatu-Builico (Hatu Builico, Hato Builico, Hato-Builico, Hatobuilico, Hatubulica) ist der Hauptort des osttimoresischen Verwaltungsamts Hatu-Builico (Gemeinde Ainaro).
1936 wurde Hatu-Builico von den Portugiesen nach dem lusitanischen Anführer Viriathus in Viriato umbenannt. Doch der Name setzte sich nicht durch und einige Jahre nach dem Zweiten Weltkrieg kehrte man zum alten Namen zurück. Er bedeutet in der lokalen Sprache Mambai „loser Stein“.

## Geographie
Der Ort Hatu-Builico liegt im Nordwesten des Verwaltungsamts, im Suco Nuno-Mogue, nahe dem Fluss Tolemau (Telemau), eines Quellflusses des Belulik. Hatu-Builico befindet sich 1919 m (anderen Angaben nach 2155 m) über dem Meer und ist damit einer der höchstgelegenen und durchschnittlich auch der kälteste Ort des Landes. Von hier aus führt innerhalb von zweieinhalb Stunden die leichteste Route auf den Tatamailau (2963 m), Osttimors höchsten Berg. Zur Landeshauptstadt Dili sind es in Luftlinie etwa 37 km nach Norden, zur Gemeindehauptstadt Ainaro etwa 12 km nach Süden. Nördlich von Hatu-Builico liegen die Orte Mausoromata und Queorema. Nach Hatu-Builico führen größere Straßen aus Maubisse und der Gemeinde Ermera.
Neben zwei Grundschulen und einem Hospital befinden sich in dem Ort der Sitz des Verwaltungsamtes Hatu-Builico, der Markt Nuno-Mogue und eine Pousada. Im Süden des Ortes liegt der Friedhof.

## Geschichte
Am 20. August 1982 griffen FALINTIL-Kämpfer, unterstützt von Bewohnern Mauchigas und Dares, die Koramil und Polizei in Hatu-Builico an. Dies war Teil des Cabalaki-Aufstands bei dem mehrere indonesische Stützpunkte in der Region gleichzeitig attackiert wurden.
Nach Missernten 2006 litten zwölf Prozent der Bevölkerung an Unterernährung. António Menezes Lopes, Chefe de Suco von Nuno-Mogue warf der FRETILIN-Regierung vor, sie hätte Hilfsappelle ignoriert.

## Städtepartnerschaften
- Blue Mountains City, Australien[8][9]

## Persönlichkeiten
- Sérgio Lobo (* 1958), osttimoresischer Politiker
- Elídio de Araújo (* 1975), osttimoresischer Politiker